# Использование психиатрии в политических целях
Использование психиатрии в политических целях, злоупотребление психиатрией в политических целях, или карательная психиатрия, — злоупотребление психиатрическим диагнозом, лечением и содержанием в изоляции в целях ограничения фундаментальных прав человека для определённых лиц или групп в обществе.
Приведённое выше определение сформулировано всемирной некоммерческой организацией «Глобальная инициатива в психиатрии» — организацией, с 1980 года координирующей кампанию против использования психиатрии в политических целях, с конца 1980-х способствующей гуманизации способов лечения в психиатрии в постсоветском пространстве и других странах.

В книге «Психиатрия. Национальное руководство» (под редакцией Дмитриевой Т. Б., Краснова В. Н. и др., 2011) указывается:
Злоупотребления психиатрией замечены во многих странах, культурных регионах, политических системах. «Злоупотребление психиатрией — есть умышленное причинение морального, физического или иного ущерба лицу путём применения к нему медицинских мер, не являющихся показанными и необходимыми, либо путём неприменения медицинских мер, являющихся показанными и необходимыми, исходя из состояния его психического здоровья» (Тихоненко В. А., 1990).
Как отмечает психиатр, президент Ассоциации психиатров Украины, бывший диссидент и политзаключённый С. Глузман, злоупотреблением психиатрией, в том числе и в политических целях, является, в частности, умышленная экскульпация граждан, по своему психическому состоянию не нуждающихся ни в психиатрических мерах стеснения, ни в психиатрическом лечении.
В среде правозащитников был распространён термин «карательная психиатрия».
Российский психиатр кандидат медицинских наук президент Независимой психиатрической ассоциации Юрий Савенко полагает, что «карательная психиатрия — это не какой-то особый предмет, не какая-то особая психиатрия, а явление, возникающее в тоталитарных странах со многими прикладными науками, которые вынуждены обслуживать нередко преступный режим».
Российский правозащитник Александр Подрабинек в книге «Карательная медицина» пишет, что «…карательная медицина — орудие борьбы с инакомыслящими, которых невозможно репрессировать на основании закона за то, что они мыслят иначе, чем это предписано».

## Факторы использования психиатрии в политических целях
Использование психиатрии в политических целях может быть обусловлено такими факторами, как:
- Наличие в стране тоталитарного политического режима.[5]
- Тесная связь психиатрии с политикой, правом и специфичность психиатрии в тоталитарном государстве: по выражению С. Глузмана, она «вынуждена служить двум разнонаправленным принципам: призрению и лечению психически больных, с одной стороны, и психиатрическому репрессированию людей, проявляющих политическое или идеологическое инакомыслие, с другой».[5]
- Отсутствие правового сознания у большинства граждан в тоталитарном государстве, в том числе и врачей.[5]
- Отсутствие правовой основы[7], должного законодательного регулирования психиатрической помощи в стране[9], декларативность или отсутствие законодательных актов, регулирующих оказание психиатрической помощи.[5]
- Отсутствие вневедомственного контроля за деятельностью врачей-психиатров и права на судебное обжалование в сфере оказания психиатрической помощи[9].
- Доминирование архаичной патерналистской концепции в медицинской практике, обусловленное абсолютным государственным патернализмом тоталитарных режимов[5].
- Чрезвычайно тяжёлые условия в психиатрических стационарах, приводящие к дегуманизации персонала, в том числе и врачей.[5]
- Низкая целесообразность лечебных мероприятий: использование вызывающих тяжёлые побочные эффекты и малообоснованных методов лечения.[10]:78,84
- Особенности мышления врачей-психиатров в тоталитарном государстве, при которых ставится знак равенства между собственно психическими аномалиями и асоциальными формами поведения[5]; сознательное толкование инакомыслия как психиатрической проблемы.[11]
- Отсутствие единого методологического подхода к решению диагностических и экспертных вопросов, отсутствие стандартизированных критериев диагностики.[10]:78
- Идеологизация науки[7], её отрыв от достижений мировой психиатрии[5][7].
- Тотальное огосударствление психиатрической службы[7].
- Отсутствие внимания психиатрической общественности к этическим проблемам судебной психиатрии.[10]:78
- Централизованное судебно-психиатрическое обследование политических инакомыслящих.[10]:78

Особого мнения по поводу предпосылок использования психиатрии в политических целях придерживались представители антипсихиатрии. Они считали репрессивную психиатрию не искажением психиатрии, возникающим в тоталитарном государстве, а следствием её основных функций, доведением её дискурса до логического завершения. Так, М. Фуко утверждал, что психиатрия изначально несёт в себе репрессивную функцию — во-первых, по той причине, что исторически возникает из института изоляции и принуждения к труду бездомных бродяг, а во-вторых, из-за своей исконной функции проявлять заботу об общественном здоровье. С самого начала психиатры воспринимали себя не как врачей, а как государственных служащих — а государственных служащих заботит прежде всего общественная гигиена и контролирование всего, что представляет опасность для общества, поэтому индивида изолируют не оттого, что он был болен или совершил преступление, но оттого, что он является «опасным».

## История использования психиатрии в политических целях

### Германия

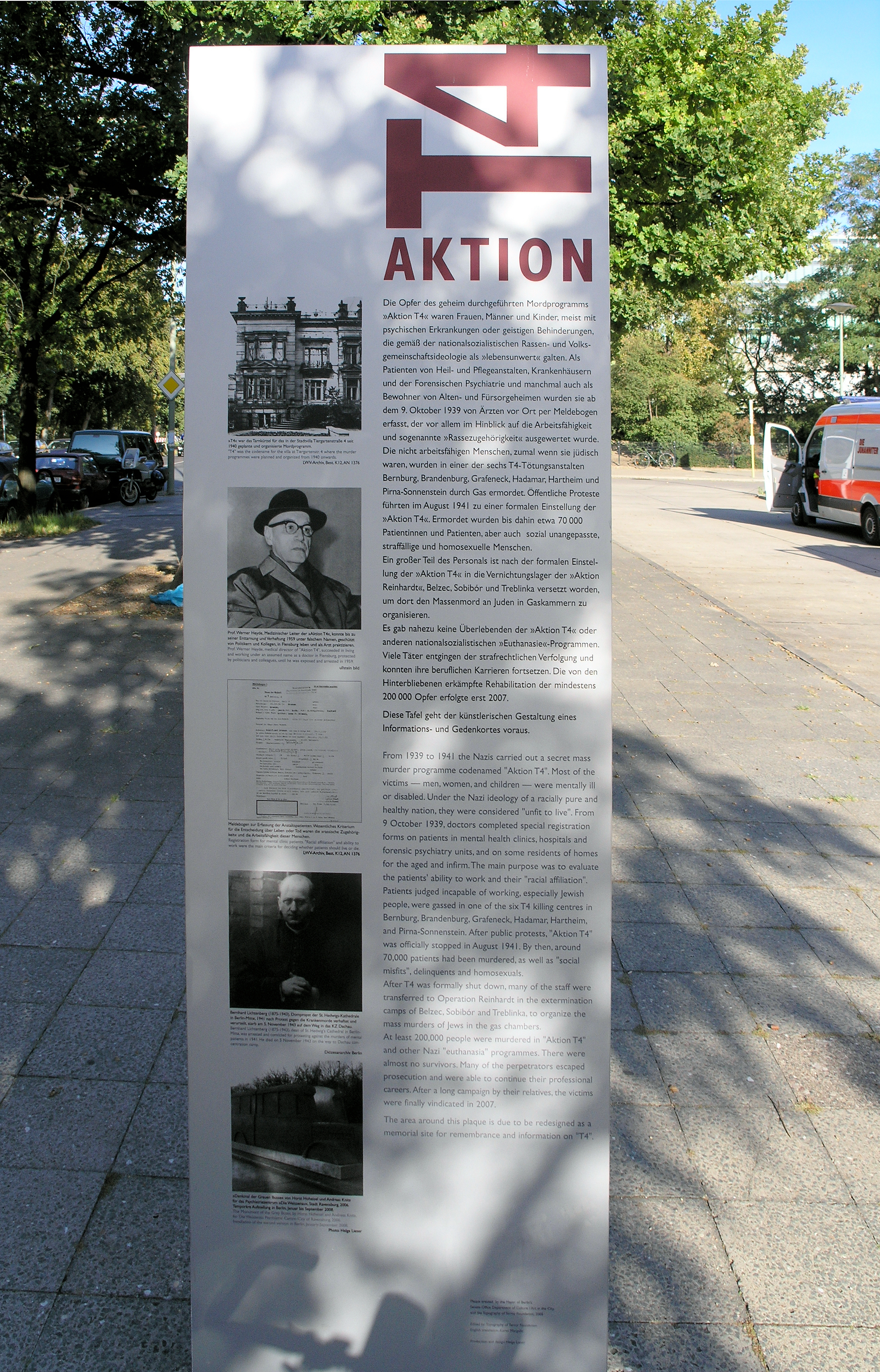
Мемориальная доска в Берлине в память о жертвах программы «Т-4»

Злоупотребления психиатрией в политических целях были составной частью преступлений, совершавшихся при национал-социалистическом режиме в Германии по отношению как к душевнобольным, так и к здоровым. К политическим злоупотреблениям психиатрией относят массовую стерилизацию (которой подверглись 300 000 человек) и массовые убийства пациентов в нацистской Германии.
Программа «Т-4», созданная в нацистской Германии на основе евгеники 1920-х годов, предусматривала «очищение» «арийской расы» от так называемых «неполноценных элементов», прежде всего пациентов психиатрических клиник. Число убитых к моменту формального закрытия операции (1941 г.) составило 70 тысяч человек. Даже после формального окончания программы, с 1942 по 1945 год массовые убийства продолжали совершаться: так, тысячи пациентов умерли в результате введения скополамина; около миллиона человек погибло от голода.
Приказ Гитлера, инициировавший акцию эвтаназии, фактически положил начало и практике массовых убийств всех неугодных нацистскому режиму. Введя термин «замаскированное слабоумие», нацистские психиатры расширили рамки генетических теорий о слабоумии, что позволило оправдать уничтожение психически здоровых людей по политическим мотивам: коммунистов, пацифистов и демократов — как и в случаях с психически больными, их участью становилась стерилизация и смерть. Преследованиям подвергались и представители различных конфессий или этнических групп, а также «асоциальные элементы» — «тунеядцы», правонарушители, алкоголики, бродяги, попрошайки и др.
С самого начала «расовая» принадлежность была одним из критериев отбора жертв. Систематическое убийство еврейских пациентов в газовых камерах программы «Т-4», осуществлявшееся с лета 1940 года, явилось первым шагом к геноциду европейских евреев. После августа 1941 года последние из еврейских пациентов, находившиеся на тот момент в клинике Бенторф-Сайн под г. Нойвид, были отправлены на восток в лагеря смерти.

### США
В XIX веке некоторые американские психиатры стремились диагностировать у чернокожих рабов так называемую «драпетоманию» — якобы существующее психическое заболевание, побуждавшее рабов к бегству, и «dysaesthesia aethiopica» (дизестезия — «извращение чувствительности») — «заболевание», побуждавшее к тому, чтобы ломать, уничтожать результаты своего труда, отказываться работать, и к непослушанию, дерзости. Именно социально-политические обстоятельства, при которых одна социальная группа доминировала над другой, обусловливали такую ситуацию, при которой активисты подчинённой группы считались «больными» и «нуждающимися в лечении».:41—42
По мнению американского врача Сэмюэла Картрайта из Луизианской медицинской ассоциации, причиной бегства рабов является «такая же болезнь ума, как и при любых других видах психических нарушений». Для Картрайта и для прочих защитников рабства любой чернокожий раб, пытавшийся убежать, являлся «сумасшедшим». В качестве одного из лечебных средств при драпетомании предписывалось отсечение больших пальцев ног, что обуславливало физическую невозможность попытки побега.:42

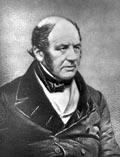
Сэмюэл A. Картрайт (1793—1863)

К основным симптомам dysaesthesia aethiopica Кайтрайт относил частичную нечувствительность кожи и «столь сильную слабость интеллектуальных способностей, будто бы человек находится в полусне». В качестве лечебных мер он предлагал порку, а также привлечение чернокожих к тяжёлой работе.
Ещё до этого один из основателей американской психиатрии, известный политический деятель Бенджамин Раш использовал для «лечения» политических инакомыслящих — в частности, противников расизма — погружение пациента в воду с заявляемым намерением якобы утопить его. Эту «болезнь» он называл «анархией», «формой безумия».
В XX веке в США были случаи помещения политических инакомыслящих на принудительное лечение. Например, в 1927 году участница демонстраций Аврора Д’Анжело была направлена в психиатрическую больницу на экспертизу после того, как она приняла участие в митинге в поддержку Сакко и Ванцетти.
Кленнон Вашингтон Кинг, пастор и преподаватель (впоследствии — кандидат на пост президента), который тщетно пытался поступить в предназначенный исключительно для белых университет в Миссисипи и преодолеть тем самым расовый барьер, 5 июня 1958 года был направлен в психиатрическое учреждение полицейскими под предлогом его потенциальной опасности. После пребывания в психиатрической клинике комиссия, состоявшая из 27 врачей, признала его психически здоровым.
В 2000-е годы отмечалось нарушающее принципы медицинской этики использование психиатрических средств при допросах в военных американских тюрьмах.
В 2006 году была опубликована книга канадского психиатра Колина А. Росса под названием «Врачи ЦРУ: Нарушения прав человека американскими психиатрами». В книге представлены доказательства (основанные на 15 000 страниц документов, полученных от ЦРУ благодаря Закону о свободе информации), что в последние 65 лет до выхода книги имели место широко распространённые нарушения прав человека со стороны американских психиатров.
В 2010 году вышла книга психиатра Джонатана Мецла «Протест как психоз: как шизофрения стала болезнью чёрных». В книге утверждается, что тенденция связывать расовую принадлежность и безумие сохранилась со времён диагноза «драпетомания» вплоть до XX века. Во второй половине XX столетия в популярной культуре, средствах массовой информации и в научных журналах афроамериканцы стали ассоциироваться с проблемой шизофрении и с представлением об агрессии, обусловленной безумием. По словам Мецла, в психиатрии даже в последние десятилетия перед выходом книги часто имеет место неверное выставление афроамериканцам диагноза «шизофрения» в тех случаях, когда вернее было бы диагностировать аффективное расстройство. Он прослеживает в своей книге историю государственной больницы для душевнобольных преступников в городе Иониа штата Мичиган, в которую помещались предположительно опасные афроамериканцы, что, как отмечает Мецл, явилось отражением расширенного представления о наиболее тяжёлых психических заболеваниях.
Дж. Мецл отмечал также, что термин «протест как психоз» был использован в психиатрической литературе в 1960-е годы для обозначения афроамериканцев, принимавших участие в движении за гражданские права, как безумных. Это был способ патологизировать гражданский протест. С подачи ФБР многие представители общественного движения, в частности Малкольм Икс и Роберт Уильямс, получили диагноз «шизофрения».

### Социалистические страны Европы
В Румынии политические злоупотребления психиатрией приобрели систематический характер. Во время правления Николае Чаушеску имело место массовое помещение в психиатрические больницы политических оппонентов, умышленно ложная постановка психиатрических диагнозов, обусловленная политическими факторами, и применение лечебных средств в немедицинских целях. Часто психиатры становились вольными или невольными участниками политических злоупотреблений своей профессией; в сравнительно редких случаях они прибегали к использованию пыток.
В связи с коммунистическими праздниками, партийными съездами, поездками главы государства и спортивными мероприятиями в Румынии практиковалось насильственное помещение в психиатрические больницы как психически здоровых людей, так и лиц с психическими расстройствами, на тот момент не нуждавшихся в госпитализации. Имели место тысячи случаев такого рода недобровольной госпитализации в психиатрические стационары. В частности, перед XI летней Универсиадой, проходившей в Бухаресте, свыше 600 политических инакомыслящих были задержаны и оказались вне поля зрения общественности в психиатрических больницах. Как правило, Секуритате в сотрудничестве с психиатрами составляли список тех, кого следовало недобровольно поместить в больницу. Например, в больнице «Джордже Маринеску» в Бухаресте за несколько дней перед значимым политическим событием выпускали из психиатрических отделений многих инвалидов, чтобы освободить несколько сотен коек; складные кровати при этом размещались даже в коридорах. Обычно лиц, которых планировалось изолировать, насильно приводили (порой прямо с улицы) команды, в состав которых входили как медбратья, так и сотрудники Секуритате, одетые в белые халаты.
В Чехословакии, Венгрии и Болгарии отмечались отдельные случаи политических злоупотреблений, однако не было доказательств того, что они приняли систематический характер. Аналогичным образом, по мнению Р. ван Ворена, дело обстояло и в Германской Демократической Республике, хотя в этой стране политика и психиатрия оказались тесно взаимосвязаны. Есть данные о том, что в ГДР (в психиатрической больнице в Вальдхайме) проводились судебно-психиатрические экспертизы на предмет уголовно-правовой ответственности политических правонарушителей, причём не только граждан с психическими расстройствами, но и психически здоровых граждан; однако не отмечено случаев постановки психиатрического диагноза здоровым людям и помещения здоровых людей по политическим мотивам в психиатрические больницы.
Тем не менее в ГДР, как и в Румынии, люди с психическими нарушениями и необычным поведением в период значимых событий (государственных праздников, визитов государственных деятелей, партийных съездов, спортивных праздников, фестивалей, парадов и др.) помещались недобровольно в психиатрические учреждения и насильственно там содержались. Перед государственными праздниками, визитами государственных деятелей и другими крупными событиями психиатрические клиники получали официальные указания не выписывать и не отпускать на выходные никого из пациентов.
В ГДР имели место и такие случаи политических злоупотреблений, как нарушение врачебной тайны с передачей историй болезней частично или полностью; оказание давления на желающих эмигрировать в Западную Германию; необоснованное направление на стационарное психиатрическое лечение или продление срока пребывания в стационарных психиатрических учреждениях сверх установленных законом сроков; идеологически навязанные освидетельствования при пренебрежении медицинскими соображениями и др.

### Куба
Первые значимые свидетельства, касающиеся использования психиатрии в политических целях на Кубе, появились к концу 1980-х годов: в это время Amnesty International и Americas Watch опубликовали доклады о случаях неоправданной госпитализации и неоправданных лечебных мер по отношению к политическим узникам. В докладах шла речь о наиболее крупных психиатрических больницах на Кубе: больнице в Гаване и больнице Gustavo Machin в Сантьяго-де-Куба на юге страны.
В 1991 году в США был опубликован доклад на ту же тему. Как отмечал В. Буковский в предисловии к докладу, практика политических злоупотреблений психиатрией на Кубе существенно отличалась от советской: не требовалось теоретических обоснований, которые послужили бы аналогом концепции «вялотекущей шизофрении» в СССР; политические инакомыслящие на Кубе часто не получали никаких диагнозов или были признаны здоровыми, прежде чем их отправляли в психиатрические больницы.
Есть свидетельства, что узники психиатрических больниц в Гаване и Сантьяго-де-Куба подвергались электросудорожной терапии без применения анестезии и миорелаксантов (т. н. немодифицированной ЭСТ), причём электросудорожная терапия часто использовалась без медицинских показаний — в тех случаях, когда у политических заключённых, по-видимому, вообще не было психиатрических диагнозов. Условия пребывания политических узников в заключении описывались как ужасающие и разительно отличались от условий в других отделениях психиатрических больниц, обстановка которых описывалась как современная и благоустроенная. Существуют данные о злоупотреблениях со стороны младшего медицинского персонала, что не могло бы происходить без осведомлённости об этом старшего медицинского персонала и поощрения им таких действий. Например, по свидетельству одного из бывших узников, имели место насилие и избиения в отношении пожилых пациентов.

### Китай
С 1950-х годов на протяжении нескольких десятилетий психиатрия в Китае активно использовалась в политических целях. Многие из политических и религиозных инакомыслящих принудительно помещались в психиатрические стационары. Обширные документальные свидетельства показывают, что в Китае в период «культурной революции» (1966—1976) политические злоупотребления психиатрией получили гораздо большее распространение, чем в Китае начала XXI века или в Советском Союзе. В этот период при очень жёстком и репрессивном режиме, когда не допускались любые отклонения в суждениях и любые проявления оппозиционности, злоупотребления психиатрией в политических целях достигли своего апогея.
Число политических инакомыслящих, задержанных и помещённых в психиатрические больницы во время «культурной революции», намного превышало общее количество психически больных убийц, насильников, поджигателей и других лиц с психическими расстройствами, совершивших тяжёлые правонарушения и подвергавшихся судебно-психиатрическим экспертизам за это время. Кроме того, многие действительно психически больные люди, осуждённые за их странные высказывания, были помещены в тюрьмы или расстреляны как «контрреволюционеры», а многие, находясь в заключении, не получали нужной медицинской помощи.
Использование психиатрии в политических целях нашло отражение в китайских официальных источниках. Так, в «Китайской энциклопедии общественной безопасности» (которая описывала принципы работы китайской полиции и была издана в 1990 году) указывалась в числе прочих категорий «психически больных» лиц, подлежащих изоляции, категория «политических маньяков», которые «выкрикивают реакционные лозунги, составляют реакционные транспаранты и реакционные письма, делают антиправительственные выступления в общественных местах и выражают своё мнение по значимым внутренним и международным делам». Лица, «которые нарушают нормальную работу партийных и правительственных учреждений» (на практике в эту категорию входили просители и жалобщики, расцениваемые полицией как страдающие «манией сутяжничества»), также, согласно энциклопедии, подлежали изоляции. Кроме того, отмечалось, что «взятие психически больных людей под стражу особенно важно во время крупных общественных праздников» и при посещении страны иностранными гостями. Согласно сообщениям в китайских источниках, процент политических дел в судебно-психиатрической практике составлял в среднем 27—28 % с 1950-х по 1976 год, от 10 до 15 % — в 1980-е, а с начала 1990-х годов произошло снижение до 1 или нескольких процентов.
В начале XXI века в высокоавторитетных западных источниках отмечается, что психиатрия в Китае снова применяется для подавления инакомыслия — например, против участников мирных демонстраций, правозащитников, «просителей», а также людей, жалующихся на несправедливые решения местных властей. Кроме того, отмечалось использование психиатрии в целях религиозных репрессий. Инакомыслящие (в частности, представители движения Фалуньгун, более многочисленные, чем члены Коммунистической партии) воспринимаются правительством как политическая угроза, что создаёт предпосылки для злоупотреблений благодаря тесным связям между китайской системой психиатрической помощи и полицией.

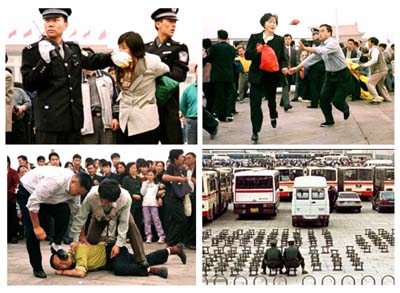
Практикующие Фалуньгун арестовываются китайской полицией

Робин Мунро (выдающийся исследователь в области прав человека в Китае, задокументировавший более 50 лет политических репрессий) утверждал, что по крайней мере 3000 человек, не считая членов Фалуньгун, в конце ХХ — начале XXI столетия в Китае были отправлены в психиатрические больницы из-за высказывания ими своих политических взглядов.
В ежегодном докладе Госдепартамента США о правах человека в Китае упоминалось, что «среди заключённых в психиатрических больницах в КНР есть политические деятели, профсоюзные активисты, члены домашних христианских церквей, апеллянты, члены запрещённой в КНР демократической партии и духовного движения Фалуньгун».
К 2001 году лидеры движения Фалуньгун утверждали, что около 600 его членов были недобровольно отправлены в психиатрические больницы. Это число невозможно проверить, однако журналисты и исследователи в области прав человека зафиксировали многочисленные случаи помещения представителей Фалуньгун в психиатрические учреждения, где к ним применялись высокие дозы препаратов, меры физического стеснения и изоляции, пытка электрическим током.
По данным, опубликованным в высокоавторитетном журнале Journal of the American Academy of Psychiatry and the Law, при применении психотропных средств к инакомыслящим в китайских психиатрических больницах имели место грубые злоупотребления. Так, в некоторых случаях психотропные препараты вводились принудительно через назогастральный зонд. Если практикующие Фалуньгун продолжали выполнять упражнения в больнице и не отказывались от своих убеждений, дозировки препаратов увеличивались в пять — шесть раз по сравнению с первоначальными, вплоть до того, что пациенты лишались возможности двигаться или общаться. В той же публикации отмечалось, что физические пытки в китайских психиатрических клиниках по отношению к практикующим Фалуньгун, как и в тюрьмах, представляют собой обычное явление, особенно когда приверженцы Фалуньгун отказываются принимать препараты или не прекращают выполнение упражнений.

### Российская империя
Истоки советского злоупотребления психиатрией восходят к немедицинскому использованию психиатрии в Российской империи. На протяжении XIX века имели место единичные случаи использования психиатрии в политических целях, однако они стали гораздо более частыми после 1917 года.

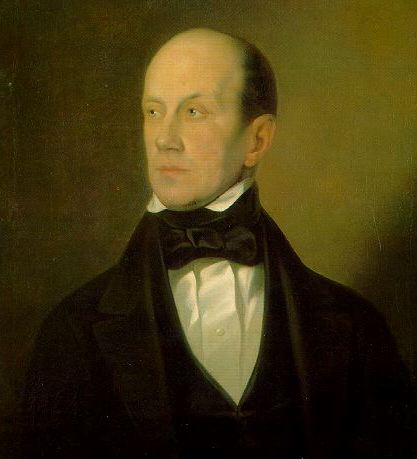
Пётр Чаадаев (1794—1856), русский философ и публицист, объявленный сумасшедшим

Первым случаем злоупотребления психиатрией в политических целях стал случай с задержанием в 1836 году русского философа Петра Чаадаева, выступавшего с критикой власти. Опубликованное в 1836 в журнале «Телескоп» первое «Философическое письмо» Чаадаева было расценено властями как текст антипатриотический, направленный против складывавшихся тогда концепций официальной народности. В связи с этим письмом министр народного просвещения Сергей Уваров направил императору Николаю I доклад, на который император наложил резолюцию, где было отмечено, что содержание письма представляет собой «смесь дерзостной бессмыслицы, достойной умалишённого…». «Расстройство ума» Чаадаева стало предметом письма шефа жандармов Александра Бенкендорфа московскому военному генерал-губернатору князю Дмитрию Голицыну. После этого Чаадаев был объявлен умалишённым.
Чаадаеву дали распоряжение неотлучно находиться под домашним арестом и назначили принудительное врачебное наблюдение: регулярно (в первое время каждый день) Чаадаева освидетельствовал казённый врач. Возможность выходить из дома на прогулки Чаадаев получил только 30 октября 1837 года, когда на доклад Голицына о прекращении «лечения» Чаадаева Николай I наложил следующую резолюцию: «Освободить от медицинского надзора под условием не сметь ничего писать». Однако наносить визиты Чаадаеву воспрещалось до конца жизни, его продолжали считать сумасшедшим и опасаться.
После опубликования чаадаевского «Философического письма» было скомпрометировано имя Е. Д. Пановой, знакомой П. Я. Чаадаева. В конце 1836 года московское губернское правление, освидетельствовав Панову, признало её сумасшедшей и вынесло решение о её недобровольном помещении в психиатрическую больницу, несмотря на то, что Панова, по-видимому, была здорова.
Во время правления Александра I сумасшедшим официально объявили юнкера Жукова по причине сочинения им вольнолюбивых стихов.
Незадолго до случая с Чаадаевым сенат рассмотрел дело М. Кологривова, который участвовал во Французской революции 1830 года. Было принято решение, что Кологривов «поступал как безумный и, как безумный, должен быть наказан».
Тем не менее, в дореволюционной России случаи признания здоровых людей душевнобольными в политических целях не приняли систематического характера.

### СССР
Систематические злоупотребления психиатрией в политических целях имели место в СССР. В первые годы существования советского государства случаи использования психиатрии в политических целях были единичными, намного более частый характер они приобрели в 1930—50-е годы, однако лишь в 1960-х годах психиатрия стала одним из главных инструментов репрессий в Советском Союзе.

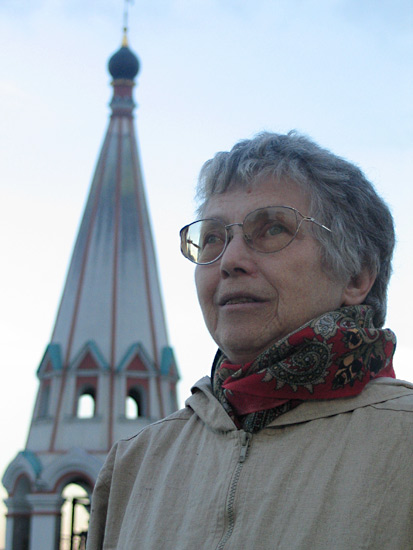
Наталья Горбаневская

Анализ конкретных случаев психиатрического репрессирования инакомыслящих показывает, что диагностическими «масками», используемыми в репрессивных целях, чаще всего являлись «сутяжно-паранойяльное развитие личности» и «вялотекущая шизофрения». Многие случаи госпитализации политических заключённых были хорошо задокументированы. В частности, такого рода репрессиям подвергались активисты-правозащитники, представители национальных движений, граждане, стремившиеся к эмиграции, религиозные инакомыслящие, участники неофициальных групп, пытавшихся отстаивать свои трудовые права, и лица, отстаивавшие их в одиночку. Нередко узники совести оказывались в психиатрических больницах по таким причинам, как отказ верующих от службы в армии, незаконный переход границы, фальсифицированные уголовные обвинения и др. В психиатрические больницы нередко помещались и лица, обращавшиеся с жалобами на бюрократизм и те или иные злоупотребления местных властей в высшие органы государственной власти: Центральный Комитет КПСС, Президиум Верховного Совета, Совет Министров.
Дважды в год люди, состоящие на психиатрическом учёте, недобровольно госпитализировались в психиатрические стационары не по медицинским показаниям, а по указаниям чиновников. За две недели до больших советских праздников — 7 ноября и 1 мая — райкомы и горкомы КПСС секретно направляли главврачам психбольниц распоряжения на время госпитализировать в психиатрические больницы людей с непредсказуемым поведением (в том числе инакомыслящих и многих верующих), чтобы обеспечить общественный порядок во время праздников, и психиатрические больницы становились временными тюрьмами для «социально опасных» людей. Сходная ситуация имела место во время партийных съездов, визитов зарубежных государственных деятелей, когда многие диссиденты помещались в психиатрические больницы общего типа на 1—2 недели или месяц. Подготовка к Олимпийским играм 1980 года стала поводом к волне арестов, начавшейся в 1979 году и имевшей целью окончательное подавление диссидентского движения: некоторые из диссидентов получали особенно длительные сроки лагерей, другие госпитализировались в психиатрические больницы.
К числу наиболее известных жертв использования психиатрии в политических целях относятся, в частности, Наталья Горбаневская:11, Пётр Григоренко:11, Валерия Новодворская, Жорес Медведев:11, Леонид Плющ, Владимир Борисов, Виктор Файнберг, Вячеслав Игрунов, Александр Есенин-Вольпин, Владимир Гершуни, Валерий Тарсис, Пётр Старчик, Михаил Нарица, Михаил Кукобака:188.
Те из советских граждан, кто прошёл через заключение и в лагерях, и в специальных психиатрических больницах, неизменно оценивали свой опыт пребывания в специальных психбольницах как значительно более унижавший человеческое достоинство и как более тяжёлое переживание. В числе стрессоров морально-психологического характера, которым подвергались узники специальных психиатрических больниц, исследователи называют отсутствие элементарных юридических прав, неотъемлемых даже в тюрьмах и лагерях; лишение возможности иметь в камере бумагу и ручку, строгое ограничение поступления книг и журналов; пребывание в одной камере с исключительно тяжёлыми больными, совершившими тяжкие преступления; отсутствие конкретного срока заключения (пребывание в спецпсихбольницах нередко бывало очень долгим). К политзаключённым психиатрических больниц применялись такие меры, как инъекции сульфозина в качестве наказания; атропинокоматозная терапия; инсулинокоматозная терапия курсами, состоящими из 25—30 гипогликемических ком, постоянное и длительное (годами) использование нейролептиков, в том числе и применение их в наказание за нарушения больничных правил и с целью «излечения» от антисоветских взглядов и высказываний. Узники порой подвергались избиению со стороны санитаров (уголовных преступников, набранных из числа обычного тюремного контингента для принудительной работы в специальных больницах); применялось также закручивание непокорных мокрыми простынями (полотенцами), которые, высыхая, нестерпимо сжимали тело. Многие жертвы советских злоупотреблений психиатрией находились не в специальных, а в общих психиатрических больницах, где режим содержания был в целом намного менее жёстким, но психофармакологическое «лечение» политических узников — как правило, не менее интенсивным.
Информация об использовании в СССР психиатрии в политических целях достигла западных стран в 1960-е годы, а на состоявшемся в 1977 году в американском городе Гонолулу шестом конгрессе Всемирной психиатрической ассоциации Генеральная ассамблея Всемирной психиатрической ассоциации (ВПА) приняла резолюцию, осуждающую советские политические злоупотребления психиатрией:330. Перед VII конгрессом ВПА в Вене, который состоялся в 1983 году, ряд национальных психиатрических ассоциаций — членов ВПА приняли решение добиваться исключения советского психиатрического общества (Всесоюзного научного общества невропатологов и психиатров) из Всемирной психиатрической ассоциации по причине политических злоупотреблений психиатрией в СССР, и в 1983 году, накануне VII конгресса, Всесоюзное научное общество невропатологов и психиатров добровольно вышло из Всемирной психиатрической ассоциации, чтобы не потерять свою репутацию окончательно. Отношения российской психиатрии с западной наладились только в годы перестройки, когда Советский Союз согласился признать, что систематические злоупотребления психиатрией в политических целях действительно имели место, прекратить эти злоупотребления и реабилитировать пострадавших.

### Российская Федерация
В постсоветское время власти России порой обвиняют в том, что они возвращаются к практике использования карательной психиатрии против инакомыслящих. Случаи такого рода (не массовых злоупотреблений, но необоснованной госпитализации отдельных лиц по политическим причинам) освещались в материалах Независимой психиатрической ассоциации, в материалах Human Rights Watch, Международной Хельсинкской Федерации, генерального секретаря организации «Глобальная инициатива в психиатрии» Р. Ван Ворена и в средствах массовой информации. Возобновление отдельных случаев политического злоупотребления психиатрией в России в начале XXI века тесно связано с общим ухудшением ситуации с правами человека в стране. Жертвами политических злоупотреблений психиатрией становятся оппозиционеры, гражданские активисты, блогеры и простые граждане, жалующиеся на злоупотребления властей или пытающиеся бороться с коррупцией.
К распространённым формам злоупотребления психиатрией в РФ относятся:
- Недобровольная госпитализация в психиатрическую больницу в административном порядке без предъявления юридических обвинений.
- Назначение принудительного психиатрического лечения в отношении обвиняемых по политически мотивируемым уголовным делам (обычно эта мера используется в тех случаях, когда состав обвинения сложно доказать в обычном судебном процессе, или доказательств недостаточно, или есть дополнительные факторы — например, следы пыток, избиений полицией).
- Назначение стационарной судебно-психиатрической экспертизы (эта мера необоснованно часто назначается по политически мотивированным уголовным делам, причём в ходе экспертизы обвиняемый пребывает в специальном отделении психиатрической больницы со строгим режимом).
- Госпитализация заключённых в психиатрические отделения лагерных (тюремных) больниц (нередко туда помещают тех заключённых лагерей или тюрем, которые систематически жалуются в государственные органы и СМИ или возражают каким-либо иным способом против нарушений прав заключённых, принудительного тяжёлого труда и пыток).

Международная правозащитная группа «Агора» в своём докладе «Политическая психиатрия в России» называет свыше десятка случаев использования психиатрии в политических целях в постсоветское время. В отчёте международной организации «Human Rights in Mental Health-FGIP» (прежнее название организации — «Глобальная инициатива в психиатрии»), опубликованном в 2021 году, приводится свыше тридцати конкретных случаев репрессивной психиатрии, произошедших в период с 2014 по 2021 год.

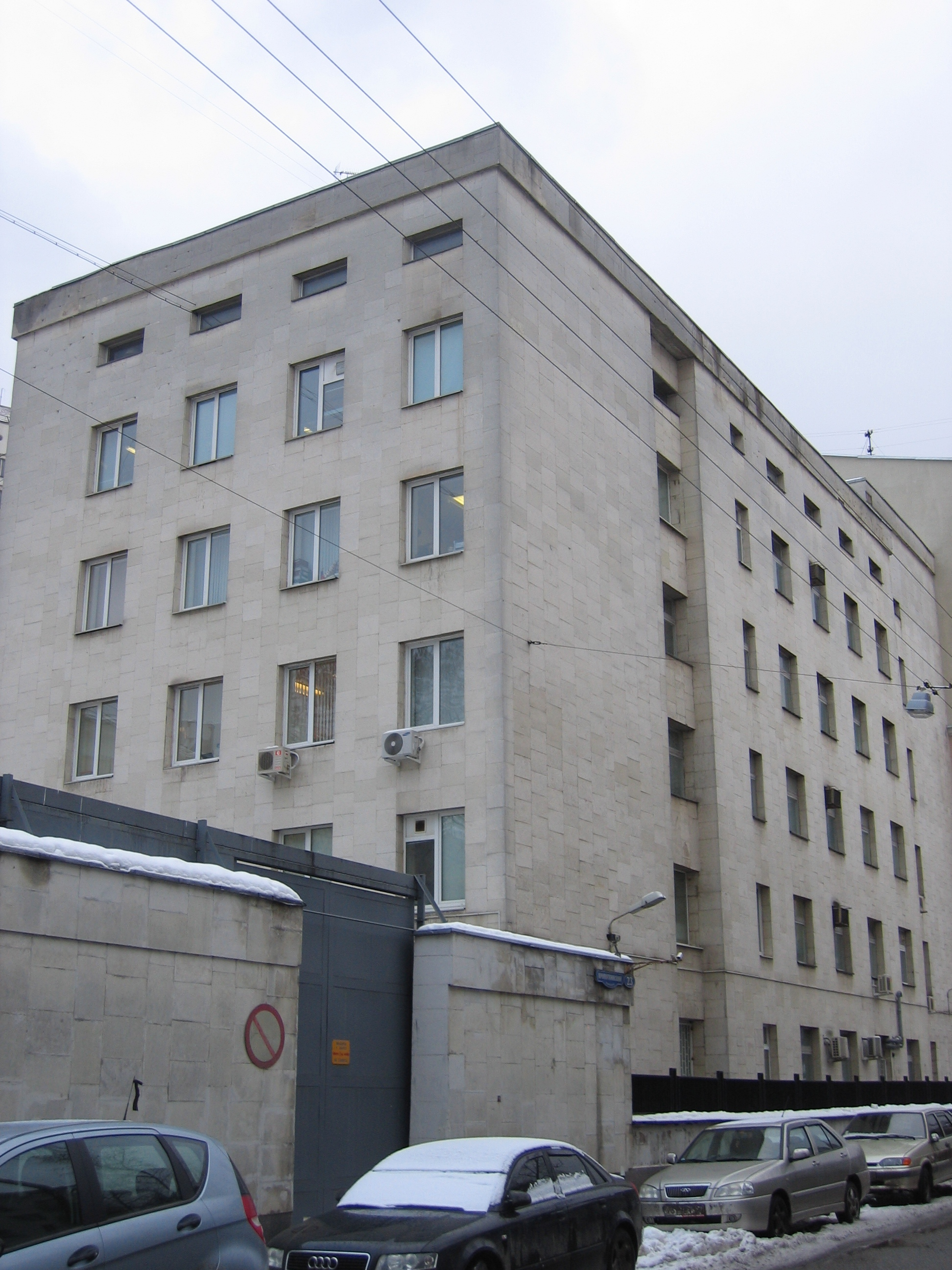
Государственный научный центр социальной и судебной психиатрии им. В. П. Сербского (ныне ФГБУ «Национальный медицинский исследовательский центр психиатрии и наркологии имени В. П. Сербского»)

К особенно известным случаям использования психиатрии в политических целях в РФ относят случай Ларисы Арап; судебные разбирательства в отношении организации «Ф.А.К.Э.Л.-П.О.Р.Т.О.С.» (в частности, её членов Ю. Давыдова, Е. Привалова, Ю. Приведённой); дело полковника Буданова, выросшее, по некоторым оценкам, «в сопоставимое с делом Дрейфуса и делом Бейлиса»; Михаила Косенко (одного из узников, арестованных по "болотному делу); Александра Габышева.
Кроме того, правозащитники и ряд врачей-психиатров (в частности, Независимая психиатрическая ассоциация России и её президент Ю. Савенко) неоднократно утверждали, что психиатрия в Российской Федерации используется для преследования религиозных меньшинств. Так, в середине 1990-х годов две действующие в России профессиональные психиатрические организации — Российское общество психиатров и Независимая психиатрическая ассоциация — пришли к заключению, что доводы о причинении религиозными организациями вреда психическому здоровью являются научно необоснованными. Позицию Независимой психиатрической ассоциации по вопросу об использовании психиатрии против религиозных меньшинств поддержала также Американская психиатрическая ассоциация.
В 2004 году Московская Хельсинкская группа опубликовала доклад «Права человека и психиатрия в Российской Федерации» со статьёй Юрия Савенко «Тенденции в отношении к правам человека в области психического здоровья», в которой он выразил свою озабоченность многочисленными судебными процессами, проходившими по всей стране в течение последних семи лет и курировавшимися специально созданной в 1996 году в Центре им. Сербского группой профессора Ф. В. Кондратьева по изучению деструктивного действия религиозных новообразований. По словам Ю. Савенко, дело дошло до судебных исков фактически за колдовство. После того как была показана несостоятельность первоначальных исков «за причинение грубого вреда психическому здоровью и деформацию личности», их сменили иски с новыми формулировками: «за незаконное введение в гипнотическое состояние» и «повреждение гипнотическим трансом», а затем «за незаметное воздействие на бессознательном уровне».

### Украина
В августе 2017 года сотрудники Службы безопасности Украины (СБУ) похитили украинскую гражданку Дарью Мастикашеву, преимущественно живущую в Москве и приехавшую на Украину (в Днепропетровскую область) навестить своих родных: мать и десятилетнего сына. Дарья Мастикашева — трёхкратная чемпионка Украины по тхэквондо, жена бывшего главы службы безопасности Бориса Березовского С. Соколова, недавно проводившего расследование о деятельности СБУ и выступавшего на российских телеканалах. В СБУ Мастикашева находилась в полной изоляции и подвергалась пыткам. В ноябре Бабушкинский районный суд Днепропетровска постановил принудительно поместить Дарью Мастикашеву в психиатрическую больницу на обследование. Дарью перевезли в больницу ещё до вступления в законную силу решения суда. В записке, которую она, находясь в психиатрической больнице, передала своему мужу, говорится о применении к ней сильнодействующих психотропных средств.

### Беларусь
Кристина Шатикова, двоюродная сестра убитого оператора ОРТ Дмитрия Завадского, активно участвовала в молодёжном оппозиционном движении, являлась неформальным лидером. 23 марта 2007 года К. Шатикова была вызвана на допрос в КГБ Республики Беларусь как свидетель. Там ей настоятельно посоветовали не принимать участия в протестных акциях и не ездить на День Воли в Минск, на что она ответила отказом. После выхода из здания КГБ Шатикову схватили люди в штатском, которые насильно посадили её в легковую машину и доставили в областную психиатрическую больницу г. Могилёва. К. Шатикова была стационирована, и ей назначили «лечение»: делали внутримышечно инъекции сибазона. Когда в больницу пришла её мать, желание Кристины подойти к окну и показаться матери расценили как нарушение режима — за это её на целый день привязали к кровати и вновь сделали инъекции препарата. 26 марта, после комиссионного освидетельствования, К. Шатикову выписали из больницы. Попытки пройти где-либо в Белоруссии независимое психиатрическое освидетельствование не увенчались успехом; специалисты Независимой психиатрической ассоциации в Москве, обследовав Кристину, пришли к выводу, что она психически здорова и что госпитализация в психиатрический стационар, по-видимому, была необоснованной. 21 сентября 2012 года Кристина Шатикова умерла после тяжёлой болезни, вызванной сильным избиением милиционерами в 2006 году и преследованиями со стороны психиатров в последующие годы
Игорь Постнов, врач-психиатр из Витебска, был уволен с работы за публичную критику местных властей и состояния здравоохранения. Не раз выступал с видеообращениями, размещёнными в Интернете. 16 августа 2013 года Постнова насильно поместили во 2-е закрытое отделение Витебского областного клинического центра психиатрии и наркологии, где ему назначили психотропные препараты. Международная правозащитная организация Amnesty International признала Игоря Постнова узником совести. 20 сентября Постнова перевели в дневной стационар, в начале октября выписали.

### Казахстан
«Медиазона» рассказала историю активистов Ерулана Амирова и Валихана Султанова, помещённых в 2021 году в психиатрические учреждения по политическим причинам. В той же публикации «Медиазоны» упоминается и о других случаях госпитализации казахстанских активистов в психиатрические учреждения по политическим мотивам.

### Туркменистан
По утверждению Р. ван Ворена, случаи политических злоупотреблений психиатрией иногда происходят в среднеазиатских государствах на территории бывшего СССР, в частности в Туркменистане.
В период президентства в Туркменистане С. Ниязова в стране сложился культ личности, и власти жёстко подавляли любые проявления инакомыслия, в том числе используя недобровольное психиатрическое лечение. В материалах правозащитных организаций отмечается, что в феврале 2004 года недобровольной госпитализации подвергся Гурбандурды Дурдыкулиев, обращавшийся с письмом-заявлением к С. Ниязову и главе администрации Балканского велаята Т. Тагиеву, прося разрешить проведение на центральной площади города Небитдага мирной демонстрации, чтобы «выразить недовольство по поводу политики президента и других государственных руководителей». В своём заявлении Дурдыкулиев высказал «недоверие президенту Ниязову», отмечая, что «совершенно очевидна его неспособность руководить государством с точки зрения политики, экономики, финансов, справедливости и права». Спустя месяц Дурдыкулиева взяли под стражу и поместили в психиатрическую больницу. Как утверждается в СМИ, Дурдыкулиева держали в строгой изоляции, подвергали принудительному медикаментозному лечению и требовали, чтобы он отказался от своих «заблуждений». 11 апреля Дурдыкулиева освободили после обращения к правительству Туркменистана 54 американских конгрессменов в его защиту.
В январе 2006 года был принудительно госпитализирован Какабай Тедженов, автор «Заявления о нарушениях прав человека в Туркменистане», которое он пытался разослать в посольства и международные организации. Официальные лица не объяснили Тедженову причин его помещения в специальную психиатрическую больницу. Благодаря кампании, начатой правозащитниками, в октябре того же года Тедженова освободили, и в сентябре 2007 года он смог выехать в Россию.

### Великобритания
По утверждению некоторых авторов, к политическим злоупотреблениям психиатрией следует отнести сложившуюся в Великобритании практику, при которой лиц афро-карибского происхождения излишне часто заключают в психиатрические больницы по невменяемости. Утверждается, что лица афро-карибского происхождения чаще других бывают задержаны полицией и арестованы по подозрению в преступлениях, чаще других воспринимаются как психически больные. Будучи традиционно воспринимаемы европейцами как «чужие», «нежелательные», «агрессивные», такие люди излишне часто получают в Великобритании диагнозы психотических расстройств и длительное время пребывают в психиатрических стационарах, хотя правонарушения, за которые эти лица осуждены, могут быть мелкими или недоказанными. При этом некоторые из таких людей предпочли бы тюремное заключение психиатрической больнице. По мнению M. Wilson, несправедливо осуждённых и помещённых в стационары людей афро-карибского происхождения следует рассматривать как политических заключённых, аналогично пострадавшим от психиатрии диссидентам в СССР.

### ЮАР
Высказывалось мнение о существовании в ЮАР политических злоупотреблений, но на основании анализа данных это утверждение было опровергнуто. Серьёзные злоупотребления в ЮАР представляли собой результат дискриминационной политики апартеида, которая привела к радикально различающимся условиям психиатрического лечения для белого правящего класса и для чёрного большинства, однако заявления, что психиатрия использовалась как средство политических или религиозных репрессий, не подтвердились.